# Spettroscopia a ionizzazione a risonanza con sputtering
In chimica e fisica, la spettroscopia a ionizzazione a risonanza con sputtering, meglio nota con l'acronimo SIRIS, dall'inglese sputter-initiated resonance ionization spectroscopy, è una tecnica spettroscopica.
In un'analisi SIRIS si utilizza un fascio di ioni di un gas, tipicamente argon, per portare in fase vapore atomi o molecole di campione tramite sputtering. Una volta portati in fase vapore vengono soppressi gli ioni formatisi durante lo sputtering e gli atomi o molecole neutre che si vogliono analizzare sono ionizzati selettivamente da luce laser alla giusta lunghezza d'onda di risonanza d'eccitazione, questa tecnica va sotto il nome di spettroscopia a ionizzazione a risonanza (RIS).
La tecnica si abbina alla spettrometria di massa: gli ioni prodotti vengono infine inviati allo spettrometro di massa (spettrometria di massa a ionizzazione a risonanza).